# 168e division d'infanterie (France)
Pour les articles homonymes, voir 168e division d'infanterie.
La 168e division d'infanterie est une division d'infanterie de l'armée de terre française qui a participé à la Première Guerre mondiale.

## Les chefs de la168edivisiond'infanterie
- 11 - 19 décembre 1916 : Général Gamelin
- 19 décembre 1916 - 9 janvier 1918 : Général Magnan
- 9 janvier - 24 août 1918 : Général Hallier
- 24 août 1918 : Général Pechart

## Première Guerre mondiale

### Composition
- Infanterie

37e Régiment d'Infanterie de décembre 1916 à novembre 1918
79e Régiment d'Infanterie de décembre 1916 à novembre 1918
160e Régiment d'Infanterie de décembre 1916 à novembre 1918
- Cavalerie

1 escadron du 5e régiment de hussards
- Artillerie

1 groupe de 90 du 37e régiment d'artillerie de campagne de décembre 1916 à juillet 1917
1 groupe de 75 du 33e régiment d'artillerie de campagne de décembre 1916 à juillet 1917
1 groupe de 75 du 4e régiment d'artillerie de campagne de décembre 1916 à juillet 1917
2 groupes de 75 et un groupe de 90 du 233e régiment d'artillerie de campagne de juillet 1917 à janvier 1918
3 groupes de 75 du 233e régiment d'artillerie de campagne de janvier à novembre 1918
137e batterie de 58 du 37e régiment d'artillerie de campagne de décembre 1916 à juillet 1917
101e batterie de 58 du 233e régiment d'artillerie de campagne à partir de juillet 1917
7e groupe de 155c du 120e régiment d'artillerie lourde à partir d'août 1918

### Historique

#### 1916
- 4 décembre 1916 – 15 janvier 1917 : constitution dans la région ouest de Bayon ; instruction au camp de Saffais.

#### 1917
- 15 janvier – 1er février : à partir du 15 janvier 1917, mouvement par étapes vers Custines. occupation d'un secteur entre l'est de Nomeny et Pont-à-Mousson.
- 1er février – 21 mars : retrait du front ; travaux sur le Grand-Couronne.
- 21 mars – 21 avril : transport, partie par camions, partie par V.F., de la région de Bayon vers celle de Château-Thierry.

24 mars : repos vers Fresnes
4 avril : repos vers Neuilly-Saint-Front. À partir du 10 avril, mouvement vers le front.
16 avril : tenue prête à intervenir dans l'offensive ; non engagée.
- 21 avril – 17 mai : occupation d'un secteur vers la ferme Malval et le sud de Courtecon

5, 6 et 14 mai : violents engagements dans la Bataille du Chemin des Dames.
- 17 mai – 11 juillet : retrait du front, repos vers Muret-et-Crouttes, puis mouvement vers Oulchy-le-Château ; repos et instruction. À partir du 18 juin, transport par V.F., de la région de Villers-Cotterêts, vers celle de Charmes ; repos et instruction.
- 11 juillet – 22 octobre : mouvement vers le front ; à partir du 12, occupation d'un secteur sur la Seille, entre Nomeny et Brin, réduit à gauche, le 15 octobre, jusque vers Chenicourt.
- 22 octobre – 22 décembre : retrait du front, repos et instruction au camp de Saffais, travaux.
- 22 décembre 1917 – 1er janvier 1918 : transport par V.F. dans la région de Givry-en-Argonne, puis mouvement vers celle de Verdun.

#### 1918
- 1er janvier – 18 avril : occupation d'un secteur, à cheval sur la Meuse, entre l'est de Samogneux et l'ouest de Forges, étendu à droite, le 27 mars, jusque vers la cote 344.
- 18 avril – 5 mai : retrait du front ; repos vers Rarécourt.

28 avril : transport par V.F., dans la région de Grandvilliers, et, à partir du 29, dans celle de Bergues.
- 5 mai – 29 juin : occupation d'un secteur vers Fontaine-Houck et le nord de Bailleul (en liaison avec le front britannique). Pendant la 3e bataille des Flandres, actions locales vers Bailleul.

7 juin : front étendu, à gauche, jusque vers Koutkot.
- 29 juin – 21 juillet : retrait du front et repos vers Cassel. À partir du 4 juillet, transport par V.F., de Saint-Omer, dans la région de Creil, puis, le 13 juillet, transport par camions dans celle d'Artonges.

20 juillet : attaques au sud de Dormans, en vue de rejeter l'ennemi au nord de la Marne (2e bataille de la Marne). Progression jusqu'à la Marne.
- 21 juillet – 30 septembre : retrait du front ; puis mouvement vers Cumières. Engagée à nouveau dans la 2e bataille de la Marne, dans la région de Vrigny. À partir du 2 août, progression jusqu'à la Vesle et organisation d'un secteur entre l'est de Muizon et les abords ouest de Reims, étendu à gauche, le 8 septembre, jusque vers Muizon.
- 30 septembre – 10 octobre : engagée dans la Bataille de Saint-Thierry (Bataille de Champagne et d'Argonne) : progression jusqu'à la Suippe, au nord-ouest de Bourgogne, puis exploitation de la bataille.
- 10 – 18 octobre : retrait du front ; repos vers Épernay. À partir du 13 octobre, transport par V.F. dans la région Compiègne, Noyon ; repos.
- 18 – 28 octobre : mouvement vers le front. Engagée, vers Ribemont, dans la Bataille de la Serre : progression en direction de Vervins.
- 28 octobre – 11 novembre : mise en 2e ligne ; à partir du 4 novembre, reprise de l'offensive ; les 4 et 5 novembre, engagée dans la 2e bataille de Guise ; puis progression vers La Capelle (Poussée vers la Meuse).

### Rattachements
- Affectation organique : 20e CA décembre 1916 à novembre 1918
- 1re armée

13 octobre – 11 novembre 1918
- 2e armée

22 décembre 1917 – 28 avril 1918
- 5e armée

28 – 29 avril 1918
21 juillet – 13 octobre 1918
- 6e armée

21 mars -18 juin 1917
14 – 17 juillet 1918
- 8e armée

2 janvier – 21 mars 1917
18 juin – 22 décembre 1917
- 9e armée

17 – 21 juillet 1918
- 10e armée

4 – 14 juillet 1918
- D.A.L.

4 décembre 1916 – 2 janvier 1917
- D.A.N.

29 avril – 30 juin 1918
- G.Q.G.A.

30 juin – 4 juillet 1918